# Kácsárd

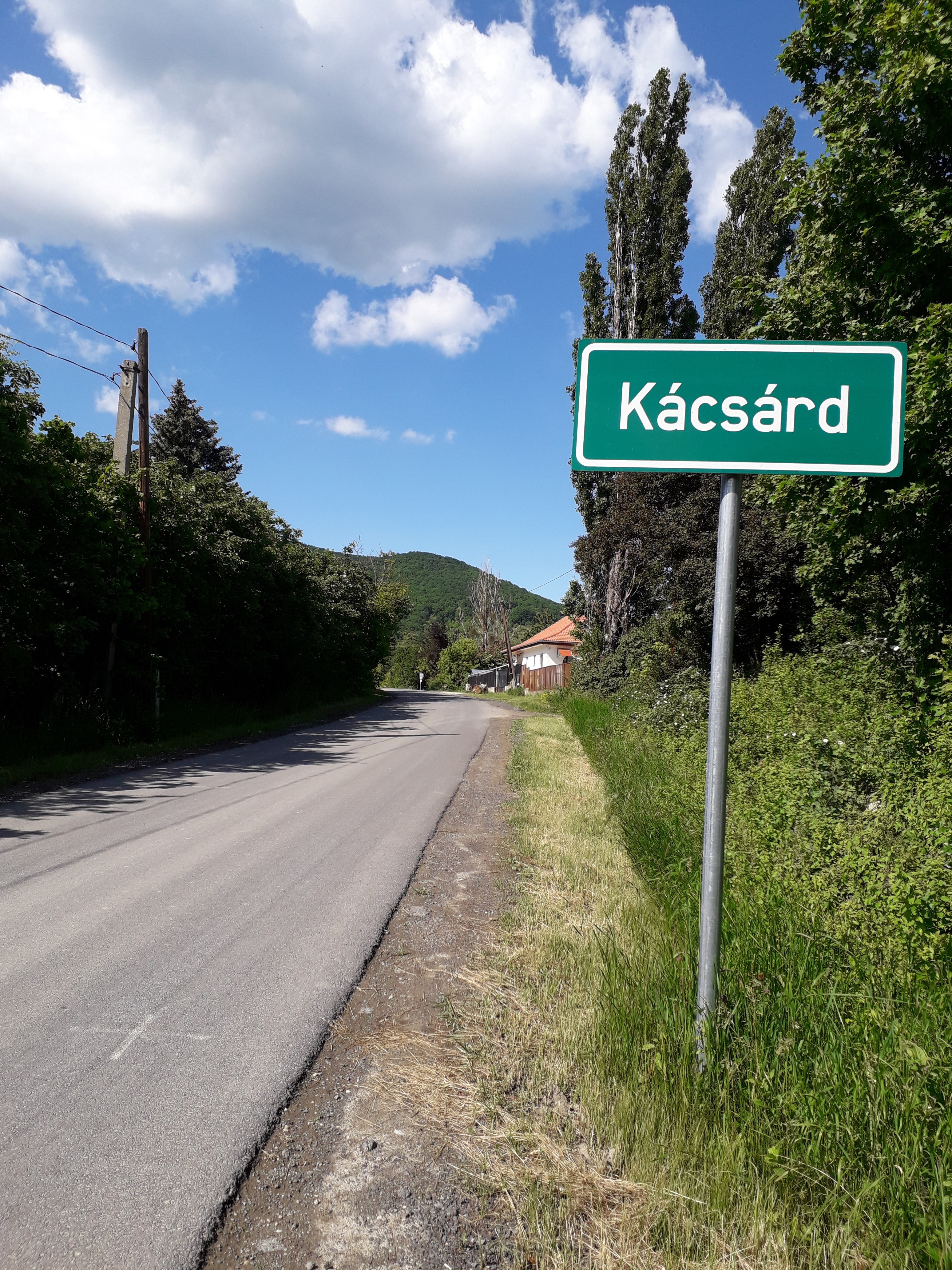
Kácsárdi településnév-tábla, Károlyfalva felől érkezve

Kácsárd, egy lakott külterület, ma Sátoraljaújhely városrésze. Nevét a vele szomszédos károlyfalviak "a hegy" néven is említik, az ide való kácsárdi embereket pedig a hegyesieknek is nevezik.

## Története
Nevét először 1580-ban a sárospataki protokollum említette "Kaczad" formában egy idevaló lakosával kapcsolatban.
Kácsárd egy szórványtelepülés, szőlő vagy szőlőhegy Rudabányácska felé, mely a Sátoraljaújhelyhez tartozó Károlyfalva és Rudabányácska csatolt településrészek között húzódó 3718-as út mentén elszórtan álló házakból, zártkerti ingatlanokból áll. 1947-ben 650 lakosa volt. Kácsárdnak saját temetője van, és egykor bolt, iskola és óvoda is működött itt. Az iskolát 1929-ben építették a Klebelsberg Kuno által szervezett akció keretében. Tanítói az 1950-es évektől  a kitelepített jogdoktor, Dr Tornay István felesége, Dr. Tornay Istvánné Barkó Sarolta, a szőlőskei tanító, Barkó Béla Kassán és Pozsonyban végzett leánya, majd  a 70-es évektől Váradi László voltak. Az iskola kulturális szempontból is elevenítő központként működött, színi előadások, kirándulások, programok szervezőjeként. Megszüntetése után úttörőtábor (1978), majd ifjúsági tábor (1990) működött az épületben.
Részei a térképeken: Kis-Kácsárd, Nagy-Kácsárd néven vannak jelölve. A Kiskácsárdi részen károlyfalviak szőlői voltak.